# Gironès
Gironès is een comarca van de Spaanse autonome regio Catalonië. Het is onderdeel van de provincie Girona. In 2005 telde Gironès 160.838 inwoners op een oppervlakte van 575,40 km². De hoofdstad van de comarca is Girona.

## Gemeenten
| Gemeente             | Inwoners | Gemeente              | Inwoners | Gemeente            | Inwoners |
| -------------------- | -------- | --------------------- | -------- | ------------------- | -------- |
| Aiguaviva            | 601      | Bescanó               | 3762     | Bordils             | 1501     |
| Campllong            | 368      | Canet d'Adri          | 564      | Cassà de la Selva   | 8612     |
| Celrà                | 3510     | Cervià de Ter         | 796      | Flaçà               | 983      |
| Fornells de la Selva | 1884     | Girona                | 86.672   | Juià                | 298      |
| Llagostera           | 6764     | Llambilles            | 585      | Madremanya          | 22       |
| Quart                | 2629     | Salt                  | 27.370   | Sant Andreu Salou   | 154      |
| Sant Gregori         | 2844     | Sant Joan de Mollet   | 475      | Sant Jordi Desvalls | 631      |
| Sant Julià de Ramis  | 2495     | Sant Martí de Llémena | 526      | Sant Martí Vell     | 185      |
| Sarrià de Ter        | 4036     | Vilablareix           | 2189     | Viladasens          | 182      |